# Victrix pinkeri
Victrix pinkeri är en fjärilsart som beskrevs av Hermann Hacker och Martin Lödl 1988. Victrix pinkeri ingår i släktet Victrix och familjen nattflyn. Inga underarter finns listade i Catalogue of Life.